# 大唇腔吻鱈
大唇腔吻鱈，為輻鰭魚綱鱈形目鼠尾鱈科的其中一種，分布於西南太平洋紐西蘭海域，屬深海底棲性魚類，深度457-675公尺，體長可達55公分，棲息在大陸棚及大陸坡上層水域，生活習性不明。